# 托讷勒蒂勒
托讷勒蒂勒（法語：Thonne-le-Thil，法語發音：[tɔn lə til]）是法国默兹省的一个市镇，属于凡尔登区。

## 地理
托讷勒蒂勒（49°34'16"N, 5°20'57"E）面积11.38 平方千米，位于法国大東部大區默兹省，该省份为法国西北部内陆省份，北与比利时接壤，西接马恩省和阿登省，南至上马恩省和孚日省，东临默尔特-摩泽尔省。
与托讷勒蒂勒接壤的市镇（或旧市镇、城区）包括：比耶夫尔、埃尔伯瓦勒、锡尼-蒙利贝尔、布勒、绍旺西堡、绍旺西圣于贝尔、托内勒。

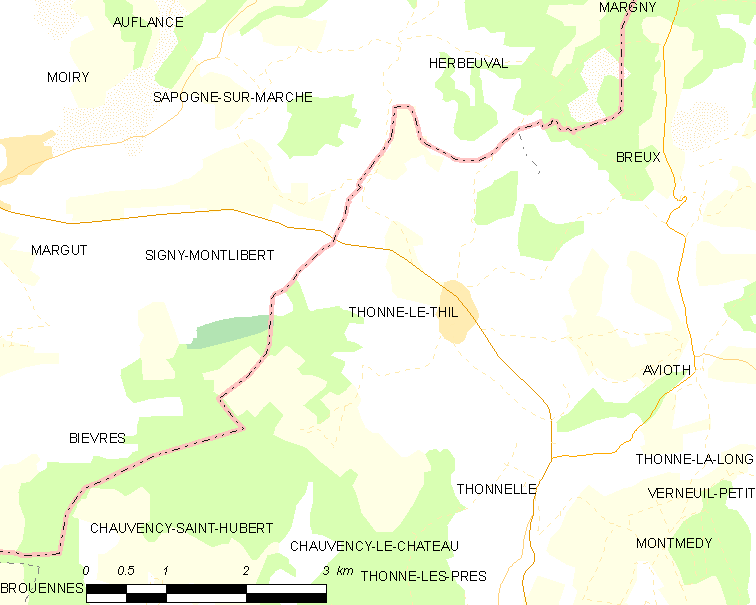
托讷勒蒂勒的OSM定位图

托讷勒蒂勒的时区为UTC+01:00、UTC+02:00（夏令时）。

## 行政
托讷勒蒂勒的邮政编码为55600，INSEE市镇编码为55509。

## 政治
托讷勒蒂勒所属的省级选区为蒙梅迪县。

## 人口

1962-2008年间托讷勒蒂勒人口变化图示

托讷勒蒂勒于2022年1月1日时的人口数量为276人。